# 大日本プロレスにおけるデスマッチ
大日本プロレスにおけるデスマッチ（だいにほんプロレスにおけるデスマッチ）では、プロレス団体「大日本プロレス」において行われるデスマッチについて扱う。

## 基本ルール
- 場外でのカウントアウトなし
- ピンフォール、タップアウトは原則としてリング内のみ（どこでもフォールが取れるエニウェアルールは原則不採用）
- タッグの場合、トルネード形式を適用（参戦権に関らず、誰が誰をフォールしてもよい）
- 当初は時間無制限だったが、2007年4月より、タイトルマッチを含め全ての試合を30分の時間制限を設けた。

## 登場する凶器
- 蛍光灯
- 画鋲
- 有刺鉄線
- 建築現場の足場（スキャフォールド）
- 剣山
- 剃刀
- ガラス
- 五寸釘
- 注射器
- レンガ
- サボテン
- ラダー
- パイプ椅子
- テーブル
- チェーン
- ピラニア
- 棺桶
- 火
- ハンマー
- ワニ
- サソリ
- 包丁
- フォーク
- 鎌
- おろし器
- マムシ
- 塩
- マスタード
- レモン
- デスソース

## 独自のデスマッチ
大日本プロレスには蛍光灯や有刺鉄線などを使った基本的なデスマッチから独創性に溢れたデスマッチまでが見られる。大日本ならではのデスマッチの代表例には次のようなものがある。
薔薇剣山デスマッチ
- 2001年10月27日、後楽園ホール大会
- 松永光弘vsアブドーラ小林
- 有刺鉄線ボード・剣山ボード・リングにばら撒いた薔薇を組み合わせた試合。この試合で試合中、小林の腕に剣山が刺さり抜けなくなってしまった。以来、剣山は「禁断のアイテム」とされ、封印されていた。

爆破ガラスデスマッチ
- 2001年12月2日、横浜アリーナ大会
- デスマッチヘビー級選手権
- 松永光弘（王者）vsザンディグ（挑戦者）
- リングの赤、青各コーナーに普通のガラス板、ニュートラルコーナー2つに導線が仕込まれたガラス板がかけられ、これにぶつかると爆破が起きる。
- また、試合開始から4分毎にロイヤルランブルの要領で新しいアイテムが持ち込まれるルールもあった。

地雷爆破ロシアンルーレットデスマッチ
- 2002年3月3日、横浜文化体育館大会
- 山川竜司vs葛西純
- リング内の4つのコーナーに立てかけられたボードのうち、2つにふれると火花が散って爆破する仕組みになっている。試合の名の通りロシアンルーレットなのでどのボードが爆破するかは、触れてみないとわからない。

エイジショック・蛍光灯デスマッチ
- 2002年12月19日、横浜文化体育館大会
- 山川竜司&金村キンタロー組vsグレート小鹿&MEN'Sテイオー
- 対戦者全ての年齢を足した数の蛍光灯を使った試合形式。
- これは大日本プロレスの副社長である山川が小鹿を社長の座から引きずり下ろそうと目論んだ事がきっかけで組まれた試合である。

10アイテムスデスマッチ
- 2004年12月18日、横浜文化体育館大会
- デスマッチヘビー級選手権
- 伊東竜二（王者）VSBADBOY非道（挑戦者）
- この日は大日本創設10周年興行と言うことで、10個のアイテムを使用。使われたアイテムは以下のとおり。
  - ロープ2面に連なるように並べられた蛍光灯
  - 十字架釘板
  - 画鋲
  - サボテン
  - 蛍光灯鼠取り（柱に接触すると蛍光灯で組まれた格子がついたセットに挟まれてしまう）
  - ガラスが置かれた木製架台
  - 蛍光灯を連ねた木製架台
  - 有刺鉄線が張り巡らされた木製架台
  - 非道持込凶器（有刺鉄線バット）
  - 伊東持込凶器（蛍光灯で出来ていて、有刺鉄線が巻きついたクモの巣を模った凶器を持参）

3WAYタッグデスマッチ
- 2005年8月28日、後楽園ホール大会（初開催）
- 伊東竜二&佐々木貴vs葛西純&"黒天使"沼澤邪鬼vsアブドーラ小林&関本大介
- 基本ルールは通常の蛍光灯デスマッチと同じだが、最初にピンフォールを奪ったチームが勝者となる。

蛍光灯＆剣山デスマッチ
- 2006年3月31日、後楽園ホール大会
- デスマッチヘビー級選手権
- アブドーラ小林（王者）vs佐々木貴（挑戦者）
- 蛍光灯以外に、櫓型の蛍光灯アイテムと、「禁断のアイテム」として封印されていた剣山（ダイソーで購入）を使用。
- この試合中、小林が放ったコバ・ドライバーで、佐々木の頭に剣山が刺さって抜けなくなるという事態が発生した。

ツインリングデスマッチ・ダブルリングデスマッチ
- 川崎市体育館大会では、会場の規制により蛍光灯デスマッチができないため、代わりにリングを二つ並べる（ツインリング）か、離れた位置にサブリングを設置して（ダブルリング）行われる試合。
- サブリングには、有刺鉄線が張られたり、建築現場の足場が組まれたりする。

川崎デスブリッジ6人タッグデスマッチ
- 2006年5月22日、川崎市体育館大会
- 伊東竜二&佐々木貴&アブドーラ小林vs葛西純&"黒天使"沼澤邪鬼&BADBOY非道
- 川崎ダブルリング・デスマッチの発展形として、スキャフォールドデスマッチで使う建築現場の足場を橋に見立て、一定の間隔を置いて隣接した2つのリングの間をまたぐようにして組んだもの。
- 規制の最も厳しい川崎市体育館大会で、変わった事をやってみたいという"黒天使"沼澤邪鬼の提案で、横浜ベイブリッジや、レインボーブリッジに肖って命名された。

デスマッチ・ダブルプロデュース
- 2006年6月26日、後楽園ホール大会
- デスマッチヘビー級選手権
- 佐々木貴（王者）vs"黒天使"沼澤邪鬼（挑戦者）
- 蛍光灯以外に、リングを対角線に二分して2つの陣地を作り、その陣地の中で対戦者は好きなだけアイテムをセットした状態で試合を行うと言う形式。
- 佐々木はケージと蛍光灯タワー、沼澤は巨大蛍光灯十字架と、中に画鋲が大量に仕込まれた蛍光灯の束を持参。

超高層ラダー蛍光灯&有刺鉄線四面地獄デスマッチ
- 2006年9月10日、横浜文化体育館大会
- デスマッチヘビー級選手権
- 佐々木貴（王者）vs伊東竜二（挑戦者）
- ケージの上にラダーを組み合わせて固定させ（高さ4メートル）、更に蛍光灯・有刺鉄線が張り巡らされた木製架台・蛍光灯を連ねた木製架台を使用した形式。

廣島 大治組プレゼンツ 高所作業につき立体足場建築現場デスマッチ 〜one night carnival〜
- 2007年3月14日、後楽園ホール大会
- デスマッチヘビー級選手権（時間無制限1本勝負）
- 佐々木貴（王者）vs宮本裕向（挑戦者）
- リングの外に高さ5メートル超の足場を組んでのデスマッチ。足場は宮本の出身地・広島県の鳶仲間が大会当日に上京し製作された。
- パイロンや看板等のデコレーションも凶器として用いる事が出来る。

デスマッチ・ロイヤルランブル
- 2007年9月24日、後楽園ホール大会
- 出場選手："黒天使"沼澤邪鬼・葛西純・伊東竜二・佐々木貴・アブドーラ小林・シャドウWX・稲松三郎・宮本裕向
- 基本ルールは、ロイヤルランブルマッチとほぼ同様に、フォール・タップアウト・KO・オーバー・ザ・トップロープにより失格となるが、ロープ2面に括り付けられた蛍光灯の他に、出場選手が入場時に持ち込んだ凶器（一人一つまで持参可能）が使われた。

## 蛍光灯オブジェ
最近の蛍光灯デスマッチでは、リングに括りつける蛍光灯の他に、蛍光灯を使ったオブジェを作成し、試合で破壊するといった形態が取られている。
蛍光闘恐タワー＆蛍光灯200本デスマッチ
- 2006年4月28日、後楽園ホール大会
- 伊東竜二&佐々木貴組vs045邪猿気違's（葛西純&"黒天使"沼澤邪鬼）
- リングのロープ4面に蛍光灯を200本括りつけるだけでなく、4つのコーナー全てに蛍光灯で東京タワーを模ったオブジェが置かれる試合形式。発案したのは、病気治療の為欠場して以来、初めて大日本の後楽園のリングに上がった葛西である。
- また、それぞれのタワーにテーマが込められている。
  - 葛西純 - 大日本復帰祝い
  - 伊東竜二 - 自身のデビュー7周年祝い
  - 佐々木貴 - ベルト獲得祝い
  - 沼澤邪鬼 - ゴールデンウィーク祝い

みなとみらいデスマッチin赤レンガ
- 2006年5月5日、横浜赤レンガ倉庫大会
- BJWデスマッチヘビー級次期挑戦者決定戦
- 伊東竜二vs"黒天使"沼澤邪鬼戦
- 開催地の赤レンガに合わせ、「みなとみらい」をテーマに、横浜ランドマークタワーを模った蛍光灯タワーと、大観覧車「コスモクロック21」を模った蛍光灯巨大観覧車を作成。提案したのは沼澤だが、蛍光灯観覧車を製作したのは伊東である。蛍光灯観覧車には、「1:10（イトウ）」と、時計まで付けるという演出も。

夏だ！デスマッチだ！キチガイ祭り
- 2006年7月14日、後楽園ホール大会
- 伊東竜二&佐々木貴組vs045邪猿気違's（葛西純&"黒天使"沼澤邪鬼）
- 「夏祭り」をテーマに、045邪猿気違'sは蛍光灯で神社の鳥居を作り、伊東&佐々木組は、蛍光灯で作った神輿を持参。

狂神（くるいがみ）の蛍光灯神殿デスマッチ
- 2006年12月3日、横浜文化体育館大会
- BJW認定デスマッチヘビー級王者決定戦
- 佐々木貴vs"黒天使"沼澤邪鬼
- 神殿をイメージし、1つあたり50本前後の蛍光灯束を15セット設置。使用された蛍光灯の本数は、過去最高の500本以上にも及んだ。